# 中国注册税务师协会
中国注册税务师协会（China Certified Tax Agents Association，CCTAA）簡稱中稅協，前身為中国税务咨询协会，是中華人民共和國一個與稅務行業有關的社團組織，該組織成立于1995年2月28日。2003年8月，中国税务咨询协会更名為中国注册税务师协会。

## 外部連結
- 官方网站